# Bahnhof Nobeyama
Der Bahnhof Nobeyama (jap. 野辺山駅 Nobeyama-eki) ist ein Bahnhof auf der japanischen Insel Honshū, der von der Bahngesellschaft JR East betrieben wird. Er befindet sich in der Präfektur Nagano auf dem Gebiet der Gemeinde Minamimaki und ist der höchstgelegene Bahnhof des Landes.

## Beschreibung
Nobeyama ist ein Zwischenbahnhof an der Koumi-Linie. Nahverkehrszüge fahren ungefähr alle ein bis zwei Stunden zwischen Kobuchizawa und Komoro. Hinzu kommt der Touristenzug High Rail 1375, der zweimal täglich verkehrt und auch in Nobeyama hält. In Betrieb ist er üblicherweise freitags bis sonntags sowie an Feiertagen, während der Sommersaison werden täglich außer dienstags Fahrten angeboten. Die Zahl 1375 bezieht sich auf die Höhe über dem Meeresspiegel, die von der Koumi-Linie erreicht wird.
Der Bahnhof steht am östlichen Rand des Dorfes Nobeyama. Von hier aus erreichbar sind unter anderem das Wintersportgebiet Chateraise Yatsugatake und das Nobeyama Radio Observatory. Die ebenerdige Anlage ist von Süden nach Norden ausgerichtet und umfasst fünf Gleise, von denen zwei dem Personenverkehr dienen. Diese liegen an einem teilweise überdachten Mittelbahnsteig, der über einen Bahnübergang mit dem Empfangsgebäude an der Westseite verbunden sind. Das Gleis am Hausbahnsteig wird nur in Ausnahmefällen genutzt, zwei weitere Gleise an der Ostseite dienen als Abstellanlage. Im benachbarten Ginga-Park ist eine Dampflokomotive der Baureihe C56 ausgestellt. Mit einer Höhe von 1345,67 m T.P. ist Nobeyama der höchstgelegene Bahnhof des Landes, die höchste Stelle des japanischen Bahnnetzes befindet sich ungefähr ein Kilometer entfernt in Richtung Kiyosato auf 1374,91 m T.P.
Im Fiskaljahr 2019 nutzten durchschnittlich 145 Fahrgäste täglich den Bahnhof.

## Gleise
| 1 | ▉ Koumi-Linie | Sakudaira • Komoro |
| 2 | ▉ Koumi-Linie | Kobuchizawa        |

## Bilder

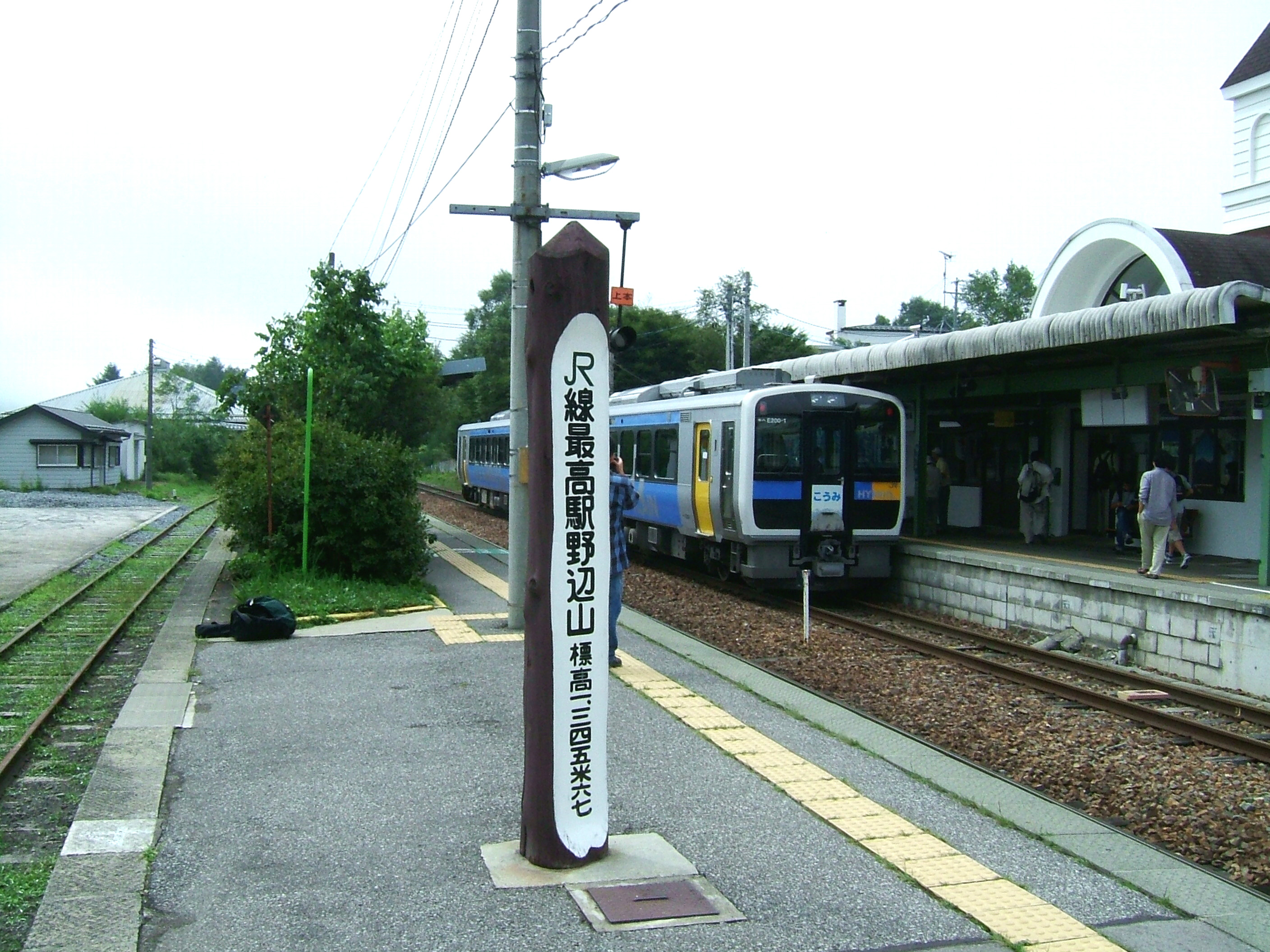
Bahnsteig
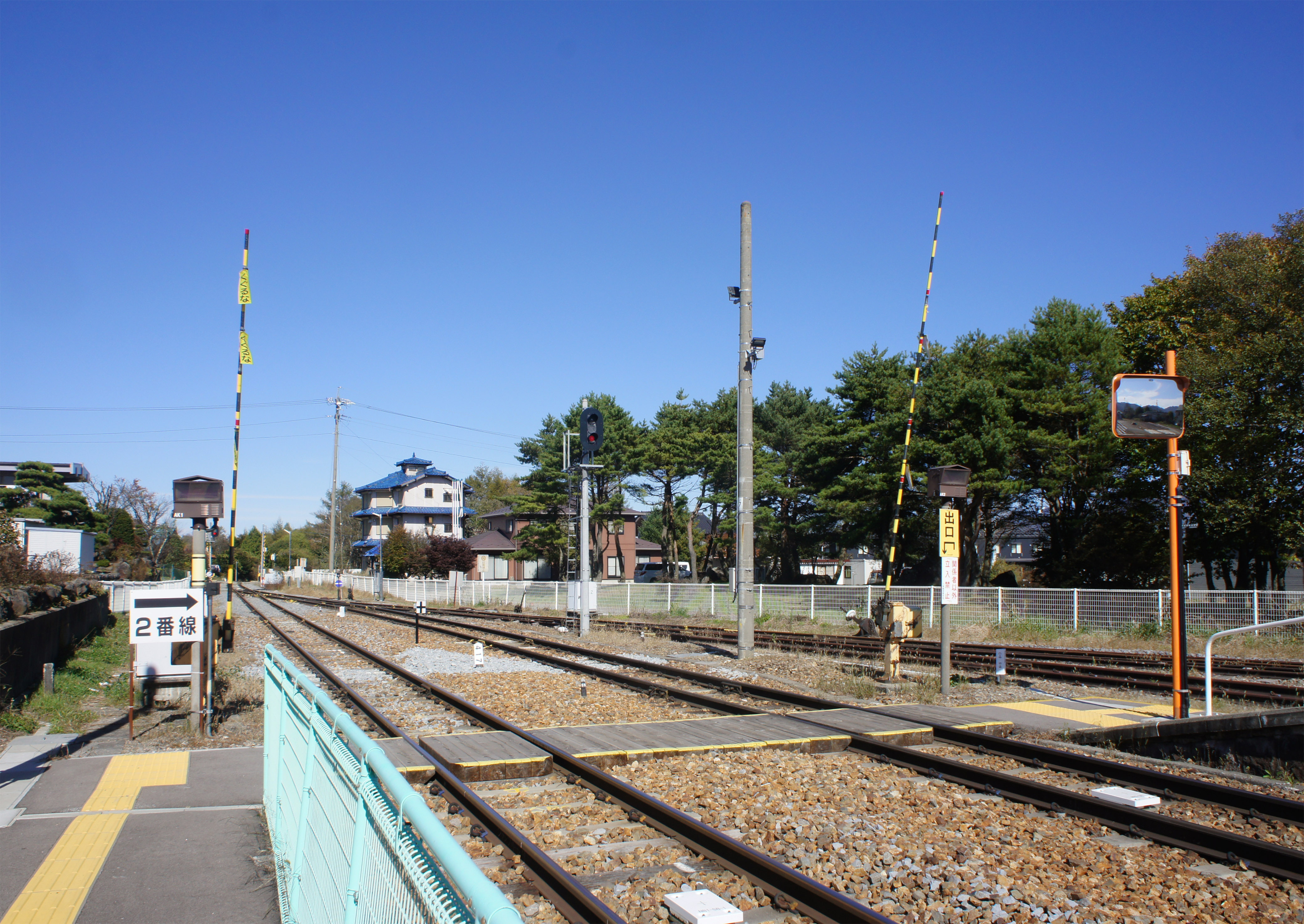
Bahnübergang
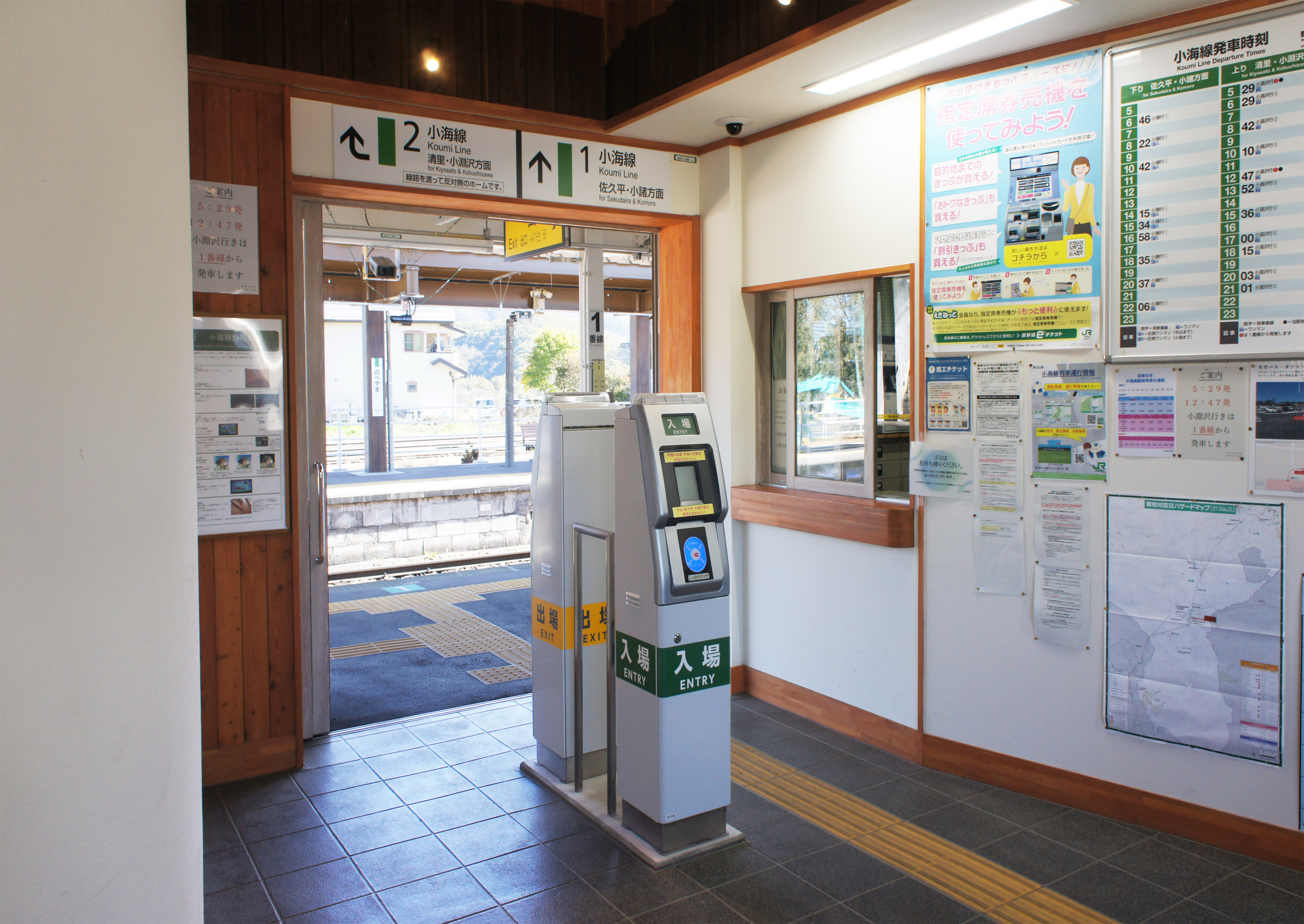
Bahnsteigsperre und Verkaufsschalter
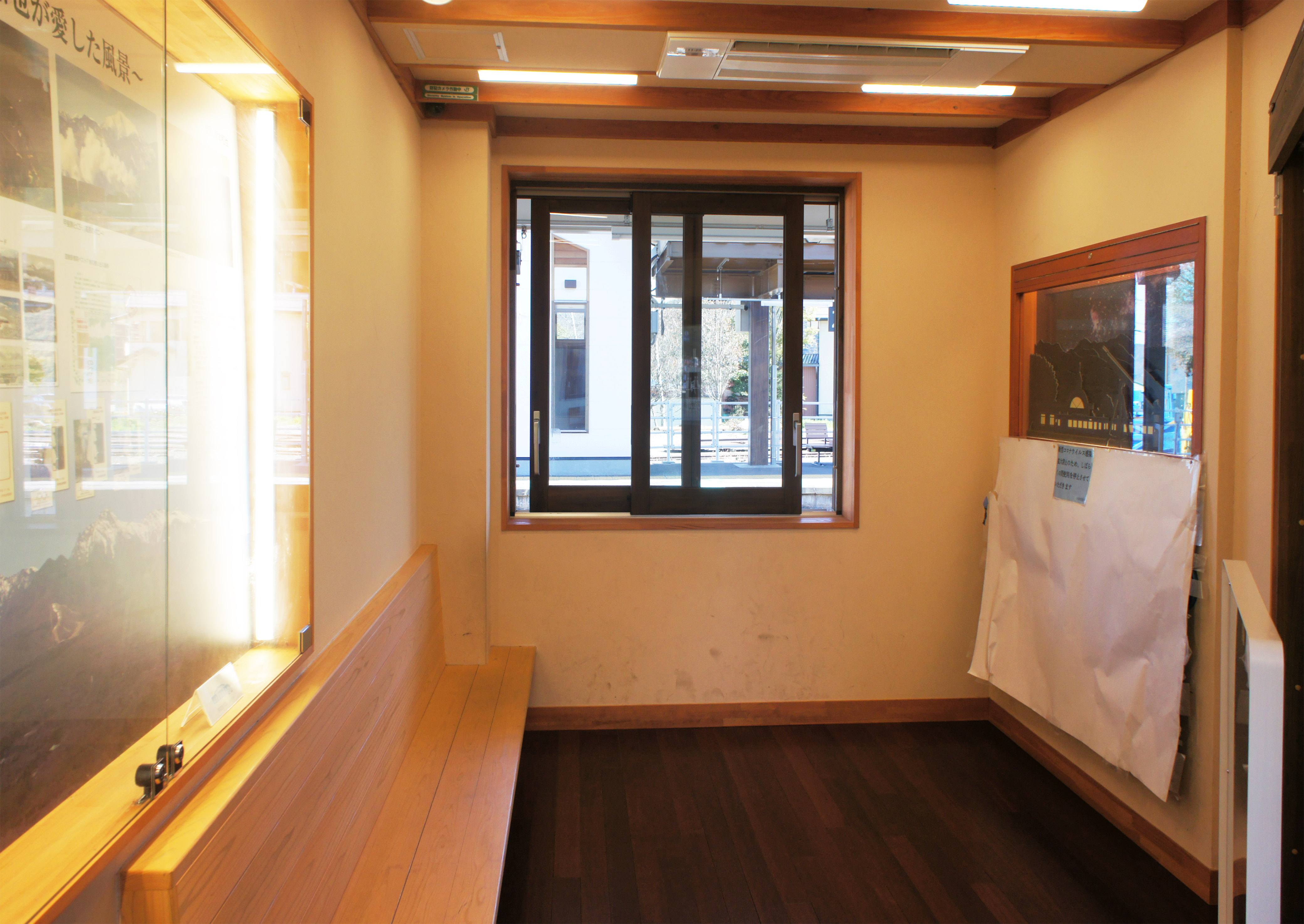
Warteraum
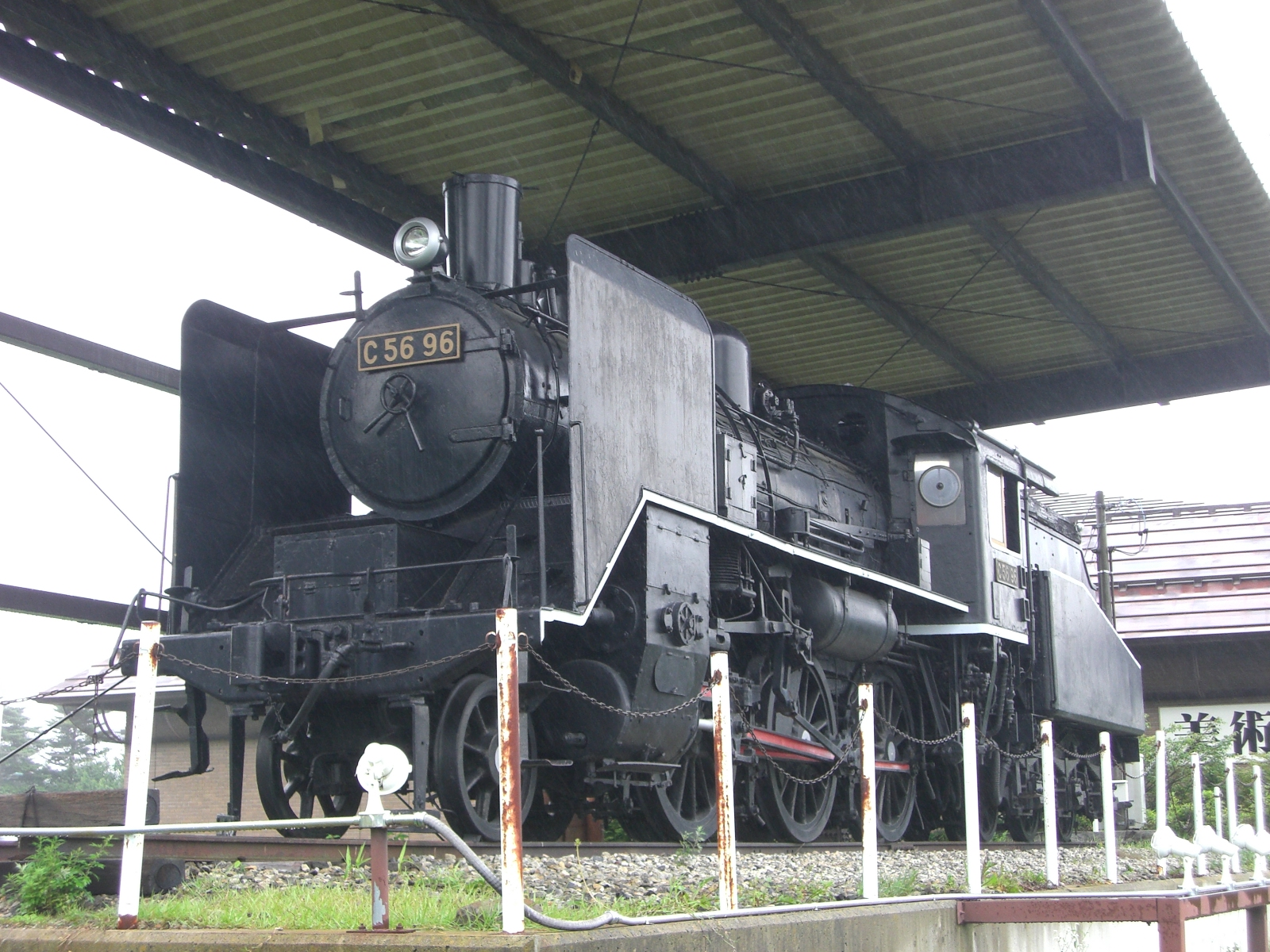
Ausgestellte C56-Dampflokomotive
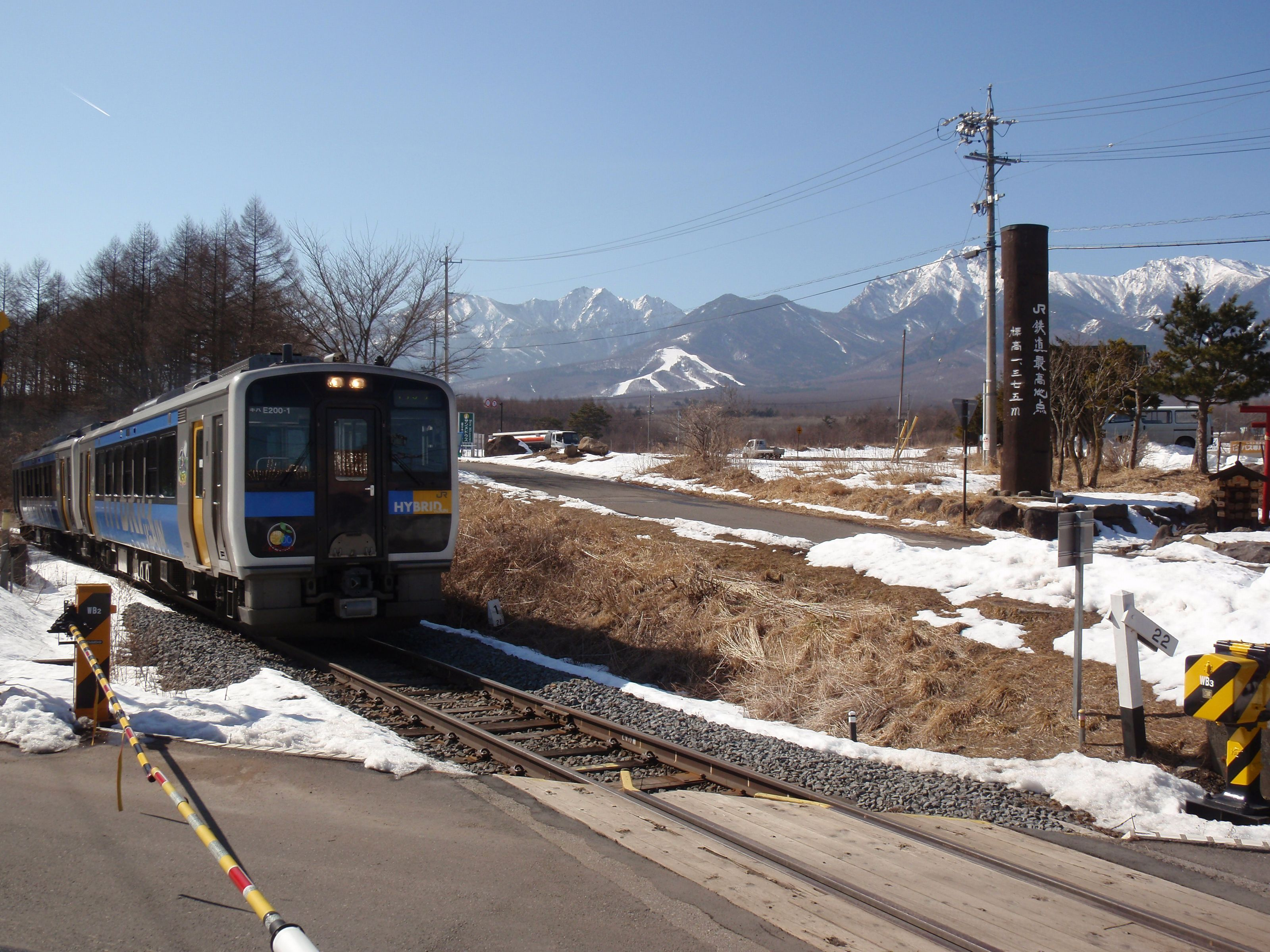
JR Highest Point Monument und Zug (Kiyosato – Nobeyama Februar 2011)

## Linien
| Verlauf der Koumi-Linie |
| --- |
| Kobuchizawa • Kai-Koizumi • Kai-Ōizumi • Kiyosato • Nobeyama • Shinano-Kawakami • Saku-Hirose • Saku-Uminokuchi • Umijiri • Matsubarako • Koumi • Managashi • Takaiwa • Yachiho • Kaize • Haguroshita • Aonuma • Usuda • Tatsuokajō • Ōtabe • Nakagomi • Namezu • Kita-Nakagomi • Iwamurada • Sakudaira • Nakasato • Misato • Mitsuoka • Otome • Higashi-Komoro • Komoro |

## Geschichte
Das Eisenbahnministerium eröffnete den Bahnhof am 29. November 1935, zusammen mit dem von Kiyosato nach Shinano-Kawakami führenden Abschnitt der Koumi-Linie, der diese Bahnstrecke vervollständigte. Das erste Empfangsgebäude war insofern einzigartig, als es im Einklang mit den architektonischen Trends der damaligen Zeit eine Gewölbeform hatte, ganz in Weißzement ausgeführt war und kein separates Dach besaß. Die Struktur war ebenfalls einzigartig: Man verwendete alte Schienen als Bewehrungsstäbe verwendet, um die Bodenplatte zu bilden, legte ein Drahtgeflecht darauf und verfestigte es mit Mörtel. Die Gewölbekonstruktion ohne Kacheln und Mörtel verursachte jedoch schon früh Probleme mit undichten Stellen und Rissen, weshalb bereits 1948 ein konventionellerer Neubau aus Holz errichtet werden musste. Aufgrund der hohen Gebäudeflügel war aber auch dieser eher ungewöhnlich für einen einfachen Landbahnhof. Aus Rationalisierungsgründen stellte die Japanische Staatsbahn am 22. September 1978 den Güterumschlag ein, am 1. Februar 1984 auch die Gepäckaufgabe. Das heute bestehende Empfangsgebäude ist seit dem 16. März 1983 in Betrieb und erinnert von der Form her an das Bauwerk der ersten Jahre. Im Rahmen der Staatsbahnprivatisierung ging der Bahnhof am 1. April 1987 in den Besitz der neuen Gesellschaft JR East über.